# Daidalos
Daidalos (oldgræsk Δαίδαλος / Daίdalos, latin: Daedalus, etruskisk: Taitale) var en sagnhelt i den græske mytologi.
Han var en arkitekt, opfinder, håndværker og tømrede en "ko" af træ til dronning Pasiphaë, der gemt i den kunne besvangres af en tyr. Han var også manden bag labyrinten i Knossos og vinger til sig selv og sin søn Ikaros.
Et krater på Månen er opkaldt efter ham.
Daedelus er ligeledes navnet på den, i stort omfang, autobiografiske hovedperson Stephen, i den irske forfatter James Joyces debutroman Portræt af kunstneren som ungt menneske og i den mere kendte Ulysses.

## Familie
Athenienseren Daidalos var søn af Metion og barnebarn af Erektheios, Athens grundlægger. Han er desuden far til Ikaros.